# Gaetano Lanza
Gaetano Lanza (Boston, 1848 – Filadelfia, 1928) è stato uno scienziato statunitense.

## Biografia
Suo padre era Gaetano Lanza, nato a Palermo, sua madre Mary Ann Paddock, nata a Pomfret (Vermont).
Gaetano Lanza si laureò presso l'Università della Virginia nel 1870. Nel 1871 divenne professore associato 
di matematica nel Massachusetts Institute of Technology. Nel 1875 fu nominato professore di meccanica
e direttore del dipartimento di ingegneria meccanica nel 1883.

## Onorificenze
- Ordine dei Santi Maurizio e Lazzaro (1907)

## Scritti
- (EN)  Applied mechanics (New York, J. Wiley & Sons, 1892)
- (EN)  Notes on friction  (Boston, Mass. Institute of Technology, J.S. Cushing, 1896)
- (EN)  Dynamics of Machinery (New York, J. Wiley & Sons, 1911)